# ドープ (バンド)
ドープ（Dope）は、アメリカ合衆国ニューヨークで結成された四人組ハードロックバンド。1990年代末から2000年初頭にかけてある程度の成功を獲得した。2016年には前作から7年ぶりとなる6thアルバムがリリースされた。2022年に6年振りとなるアルバムをリリース。

## バイオグラフィ
Dopeは1997年12月10日、リードシンガーのエゼル・ドープによって結成された。子供の頃に両親が離婚したため、エゼルと彼の兄弟であるサイモン・ドープとは別居していたが、サイモンがキーボードプレイヤーとして加入する形で再会した時には、二人は既に大人であった。
90年代のバンドでありながら、Dopeはガンズ・アンド・ローゼズ、キッス、モトリー・クルーの影響を受けており、90年代初頭に盛り上がったナイン・インチ・ネイルズ、ミニストリーなどのインダストリアルのサウンドを融合させている。
結成当時は金欠で、機材の購入と自分たちの生活のためにドラッグを売って生活していた。バンド名のDope（麻薬、マリファナ）とは彼らの姓ではあるが、彼らのTシャツには注射針が示されていたりと、ドラッグを連想させるものとなっている。
1990年代初頭にラスヴェガスでエドセルとジンジャー・フィッシュ（二人ともまだバンドに加入していなかった）が同じアパートに住んでいたため、マリリン・マンソンのメンバー達と早い時期から交流がある。彼は元マリリン・マンソンメンバーであるデイジー・バーコウィッツとも友好関係を築いた。また、ギタリストのジム・ザムはレコード契約を目指すDopeのプロモーションディスクをプロデュースすることに同意したが、ジム・ザムは『Mechanical Animals』のレコーディングで忙しく、実現しなかった。

## メンバー

### 現メンバー
エゼル・ドープ(ボーカル) / Edsel Dope
1975年3月21日、フロリダのウェストパームビーチに生まれ、母親と共にサウスフロリダの貧困地区で育ち、4歳頃、KISSのアルバムに合わせてドラムを叩き始める。年月が経つに連れて音楽の趣味が拡がっていき、グラムロック、パンク・ロック、後にギャングスタラップにも興味を示し、彼の最大の音楽的影響となるインダストリアル・メタルへと移行していった。16歳頃に家を出ており、親友のケネス・ウィルソン（ジンジャー・フィッシュ）と出会ったラスベガスにしばらく落ち着く。ウィルソンがマリリン・マンソンのメンバーとして加入し、名をジンジャー・フィッシュと改めた後も彼と同居していた。『アンチクライスト・スーパースター』がリリースされた頃、彼らはニューオーリンズへと移動し、マリリン・マンソンのキーボーディストであるマドンナ・ウェイン・ゲイシーとアパートを共有。1996年に兄弟のサイモンと共にニューヨークへと移った。
バンドのメインソングライターであり、全てのアルバム制作に関わっている。1stアルバム『Felons and Revolutionaries』では、殆どの演奏と打ち込みを彼自身が行った。電子機器(electronic gadgetry)に関心が強く、レコーディングスタジオでは率先してプログラミングやキーボードのサンプリングを手掛けている。彼のギターやベースのテクニックは独学で身に着けたものであり、それらドラム以外の演奏はDOPEでしか聴くことはできない。本来エゼルはドラマーとして演奏することを望んでいたため、現在ではギタリストのVirusに加え、Derrick "Tripp" Tribbett（元Twisted Methodのヴォーカリストで、MudvayneのギタリストであるGreg Tribbettの弟）、Derek DeSantis（ギターとベース）と共にMakeshift Romeoの正式メンバーとしてドラムをプレイしている。
一時期『Metal Edge』詩でコラムを執筆していた。エゼル・ドープという名はステージネームであり、本名はBrian Ebejerとされているが定かではない。
Virus(リードギター)：ギターの講師もしている
Angel(ドラムス)
Tripp Tribbet(ベース)

### 旧メンバー
サイモン・ドープ(キーボード)：現在はゲーム製作に携わっている
Sloane "Mosey" Jentry(ギター、ベース)
Preston Nash(ドラム)
Tripp Eisen(ベース)：スタティック-X加入後、未成年との性的問題でクビになる
Acey Slade(ベース)
Adrian Ost(ドラム)
Racci Shay "Dr. Sketchy"(ドラム)
Ben Graves(ドラム)
Lil Dan(ドラム)
Brix Milner(ベース)

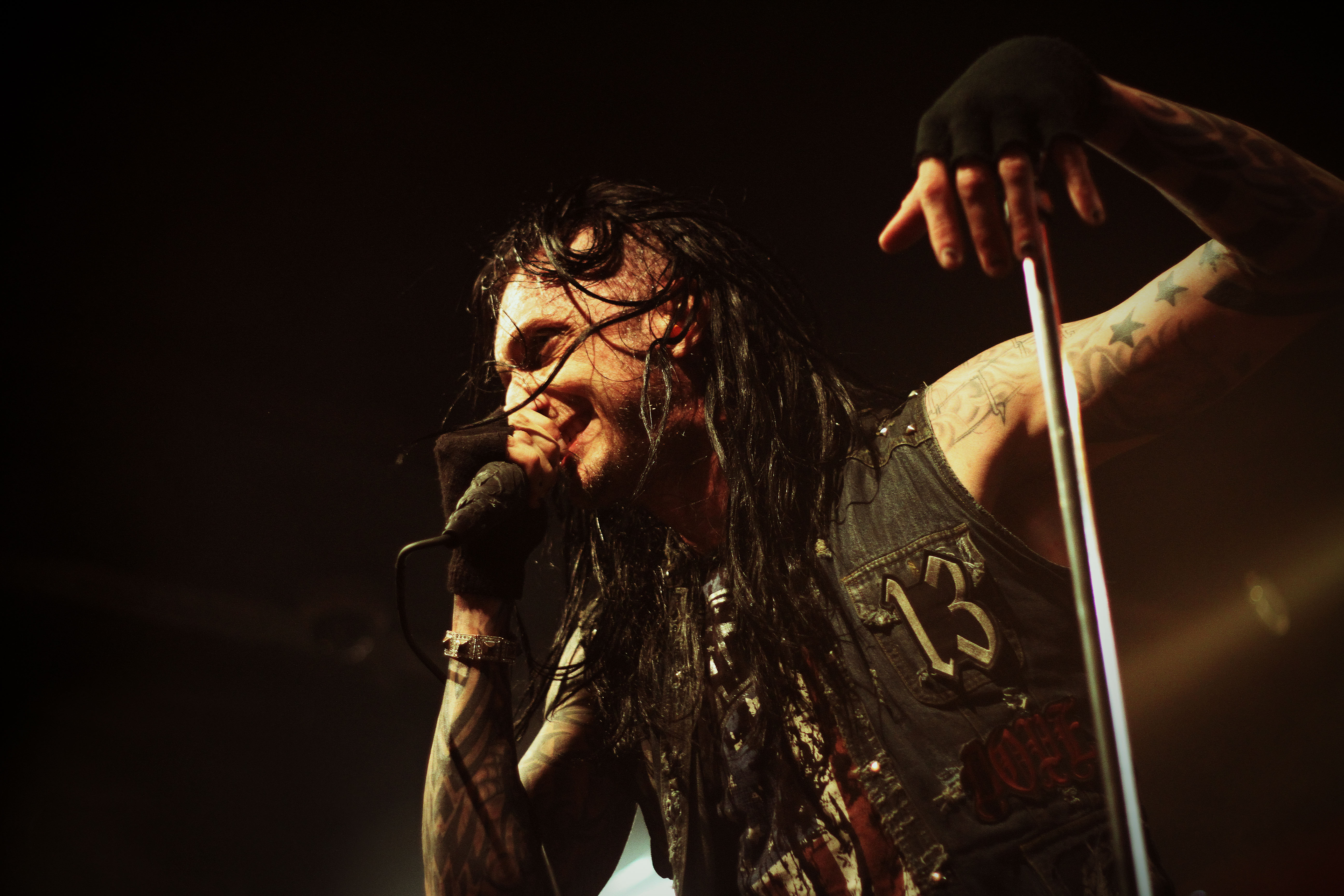
Edsel Dope
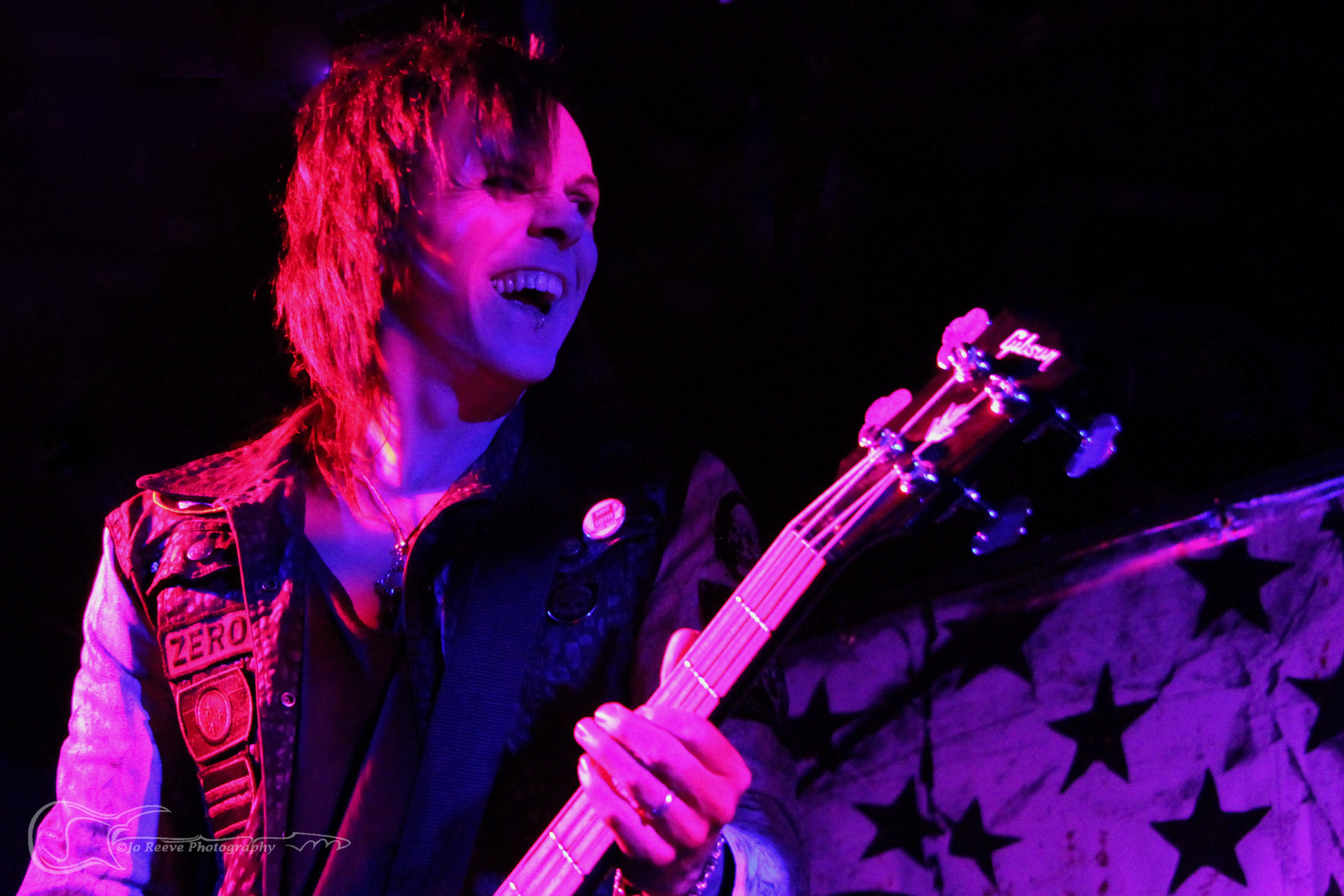
Acey Slade
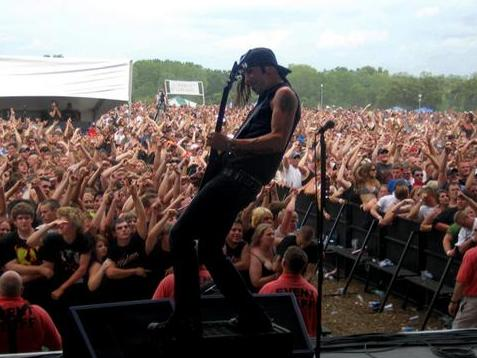
Virus
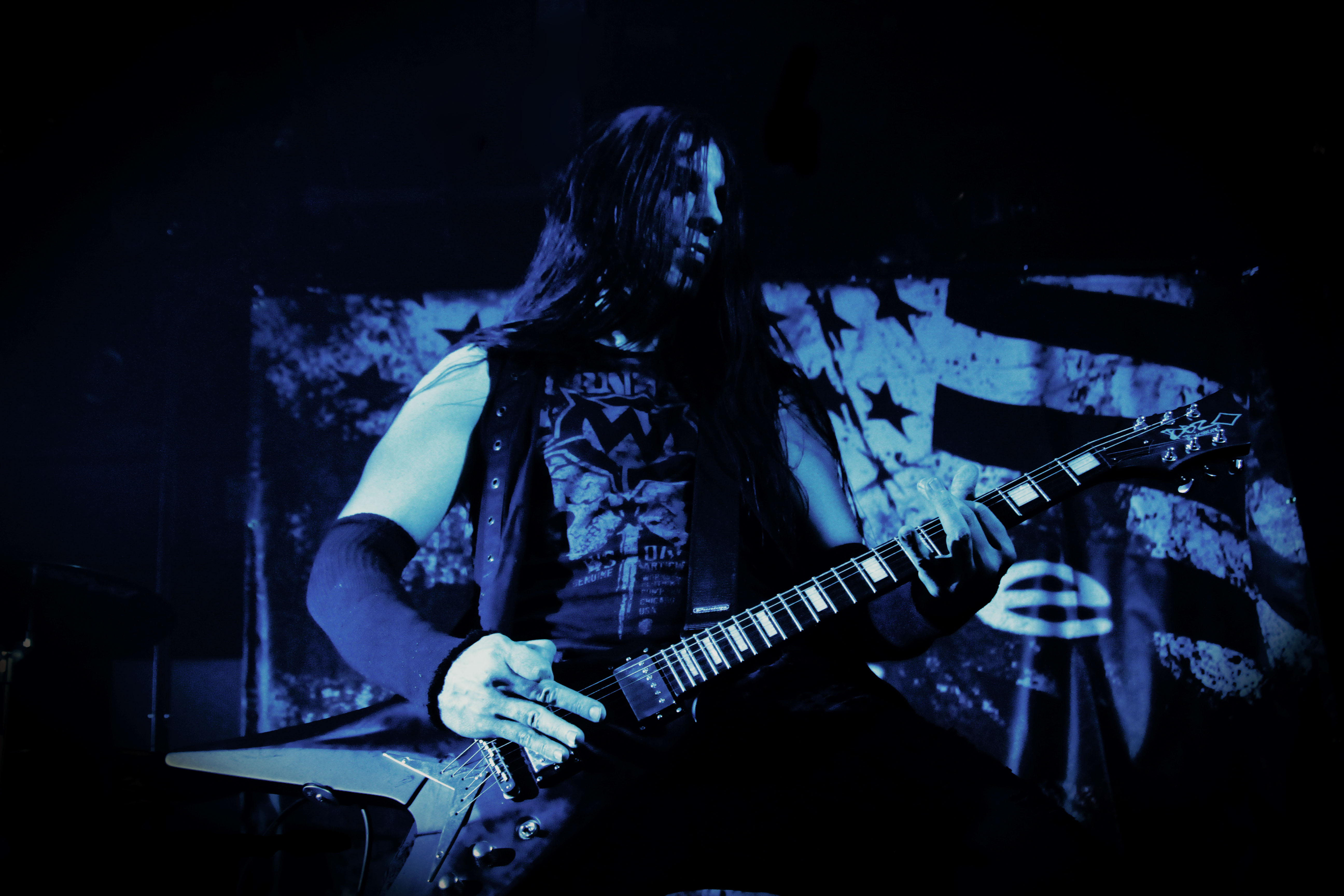
Nick Dibs

## ディスコグラフィ

### フルアルバム
| 1999                                       | Felons and Revolutionaries - 発売日: 1999年9月14日 - レーベル: Epic - フォーマット: CD, DI | —   | 25 | —  | - US: 236,000+ |
| 2001                                       | Life - 発売日: 2001年11月6日 - レーベル: Epic - フォーマット: CD, DI                       | 180 | 6  | —  | - US: 73,000+  |
| 2003                                       | Group Therapy - Released: 2003年10月21日 - レーベル: Artemis - フォーマット: CD, DI        | —   | 16 | 17 | - US: 50,000+  |
| 2005                                       | American Apathy - 発売日: 2005年7月26日 - レーベル: Artemis - フォーマット: CD, DI         | 128 | 1  | 14 | - US: 100,000+ |
| 2009                                       | No Regrets - 発売日: 2009年3月10日 - レーベル: Koch - フォーマット: CD, DI                 | 88  | —  | 7  | - US: 10,000+  |
| 2016                                       | Blood Money Part 1 - 発売日: 2016年10月28日 - レーベル: eOne music - フォーマット: CD, DI  | 27  | —  | 2  |                |
| "—" は未発売またはチャート圏外を意味する。 |                                                                                            |     |    |    |                |